# DIVA Universal
Diva Universal, in passato conosciuto come Hallmark Channel, è stata una rete televisiva italiana dedicata principalmente a un pubblico femminile.

## Storia
Hallmark Channel Italia originariamente era diffuso a cura della Sparrowhawk Media Group, società acquisita nel 2007 dalla NBC Universal. Negli Stati Uniti d'America il canale è invece di proprietà della Crown Media Holdings, che a sua volta è controllata dalla Hallmark Cards.
Andava in onda su TELE+ DIGITALE fino al 30 luglio 2003, ultimo giorno di vita di questa piattaforma. Il canale non passò direttamente a Sky Italia, ma solo dopo un anno, il 1º settembre 2004. In passato era presente al canale 136 di Sky ma il 1º marzo 2009 si spostò al canale 127, e l'8 novembre 2010, a seguito di una riorganizzazione dei canali, fu spostato al canale 128.
Il 1º aprile 2011 il canale cambia nome in DIVA Universal, secondo quanto suggerito dai vertici NBC Universal circa l'unificazione dei brand europei dei canali posseduti dalla società. Il 16 ottobre 2013 si trasferisce al canale 129. Il 29 marzo 2014 passa al canale 133. DIVA Universal chiude definitivamente il 30 giugno 2015.

## Palinsesto
Il canale era specializzato in film, serie televisive, e film per la televisione adatti all'intera famiglia.
Le principali serie televisive trasmesse su questo canale erano: Dallas (di cui il canale ha trasmesso 22 episodi con un nuovo doppiaggio in prima visione assoluta), Giudice Amy, Alice, Autostop per il cielo e Susan. Inoltre, dal 2009 trasmetteva le repliche, a partire dal primo episodio, della soap opera italiana CentoVetrine.

### Reality show
- Polizia: Femminile, singolare.

### Serie in prima visione assoluta
- The Agency
- Cracker
- Cuore selvaggio
- Dalziel and Pascoe
- Doc Martin
- Ghost Squad
- Intelligence
- Ispettore Morse
- Kingdom
- Mr Selfridge (st. 1)
- Padre Brown (st. 1-2)
- Prime Suspect
- Robbery Homicide Division
- Spooks
- Testimoni silenziosi
- Touching Evil
- Two Twisted - Svolte improvvise
- Waking the Dead

### Serie in prima visione
- Alfred Hitchcock presenta
- Alice
- Animaniacs
- Autostop per il cielo
- Da un giorno all'altro
- Detective Monk
- Downton Abbey (st. 1-4)
- Flo
- Giorno per giorno
- Un detective in corsia
- Jack Frost
- Kojak
- Ironside
- L'albero delle mele
- Le sorelle McLeod
- L.A. Dragnet
- La mamma è sempre la mamma
- Miss Marple
- Una donna alla casa bianca
- Quincy
- Pinky and the Brain
- Rosie
- Strega per amore
- Wolff, un poliziotto a Berlino

### Film e miniserie
- Alice nel Paese delle Meraviglie
- Come in una favola
- Il magico regno delle favole
- Gnomi: la leggenda magica
- Il viaggio dell'unicorno
- Merlino
- I mondi infiniti di H.G. Wells
- Ventimila leghe sotto il mare
- Spiriti inquieti
- Colpo di fulmine
- The Russell Girl - Una vita al bivio

## DIVA Universal nel mondo
Il canale, è presente anche in Indonesia, Singapore, Hong Kong, Cambogia, Mongolia, Thailandia, Taiwan, Papua Nuova Guinea, Brunei, Malaysia, Maldive, Pakistan, Palau, Russia, Sri Lanka e Vietnam.